# Wladimir Hakopian
Wladimir Hakopian, także Akopian orm. Վլադիմիր Հակոբյան (ur. 7 grudnia 1971 w Baku) – ormiański szachista, arcymistrz od 1991 roku.

## Kariera szachowa
Trzykrotnie zdobywał tytuły mistrza świata juniorów: w roku 1986 w kategorii do lat 16, w 1988 – do lat 18, a w 1991 – do lat 20. Od 1994 uczestniczył w rozgrywkach o mistrzostwo świata. Największy sukces osiągnął w 1999 roku, awansując do finału rozgrywanego systemem pucharowym turnieju o mistrzostwo świata w Las Vegas. W półfinale pokonał Michaela Adamsa 1½ – ½. W meczu finałowym przegrał z Aleksandrem Chalifmanem 2½ – 3½ i zdobył tytuł wicemistrza świata. W roku 2004 po raz drugi awansował do czołówki turnieju o mistrzostwo świata, dzieląc w Trypolisie V-VIII miejsce (w ćwierćfinale przegrał z Michaelem Adamsem). W 2007 zwyciężył w silnie obsadzonym otwartym turnieju w Gibraltarze.
Wielokrotny reprezentant Armenii w turniejach drużynowych, m.in.:
- dziesięciokrotnie na olimpiadach szachowych (w latach 1992, 1994, 1998, 2002, 2004, 2006, 2008, 2010, 2012, 2014); dziewięciokrotny medalista: wspólnie z drużyną – trzykrotnie złoty (2006, 2008, 2012) i trzykrotnie brązowy (1992, 2002, 2004) oraz indywidualnie – złoty (2008 – na II szachownicy) i dwukrotnie srebrny (2002 – za wynik rankingowy, 2012 – na III szachownicy)[5],
- siedmiokrotnie na drużynowych mistrzostwach świata (w latach 1993, 1997, 2001, 2005, 2010, 2011, 2013); ośmiokrotny medalista: wspólnie z drużyną – złoty (2011) i trzykrotnie brązowy (1997, 2001, 2005) oraz indywidualnie – dwukrotnie złoty (2001 – na I szachownicy, 2011 – na III szachownicy), srebrny (1993 – na II szachownicy) i brązowy (2010 – na II szachownicy)[6],
- siedmiokrotnie na drużynowych mistrzostwach Europy (w latach 1992, 1997, 2005, 2007, 2009, 2011, 2013); trzykrotny medalista: wspólnie z drużyną – srebrny (2007) i brązowy (1997) oraz indywidualnie – brązowy (2011 – na III szachownicy)[7].

Jest pierwszym w historii Ormianinem, który przekroczył poziom 2700 punktów rankingowych. Najwyższy ranking w karierze (stan na wrzesień 2017) osiągnął 1 lipca 2006 r., z wynikiem 2713 punktów zajmował wówczas 16. miejsce na światowej liście FIDE, jednocześnie zajmując 2. miejsce (za Lewonem Aronjanem) wśród ormiańskich szachistów.